# Bulletin agricole du Congo Belge
Bulletin agricole du Congo Belge (abreviado Bull. Agric. Congo Belge) es una revista científica con ilustraciones y descripciones botánicas que se ha publicado desde 1910 hasta ?, con el nombre de Bulletin Agricole du Congo Belge (et du Ruanda-Urundi).